# Guerra aerea delle Falkland
Dall'aprile al giugno 1982 l'Argentina e il Regno Unito, con le rispettive forze aeronavali e terrestri, combatterono una breve campagna militare per il controllo ed il possesso delle isole Falkland (conosciute anche col nome spagnolo di islas Malvinas), della Georgia del Sud e delle isole Sandwich Australi.
La guerra delle Falkland è stata la più recente operazione militare intrapresa dal Regno Unito senza la partecipazione di uno o più alleati al suo fianco e rimane un chiaro esempio dell'importanza assunta dall'impiego del "potere" aereo come arbitro delle campagne belliche congiunte terrestri e navali.
Le forze aeree coinvolte furono per l'Argentina, la Fuerza Aérea Argentina (aeronautica militare) e l'Aviación Naval (l'aeronautica navale) e aerei peruviani che segretamente supportarono le forze aeree argentine.che operarono praticamente sempre dalle basi a terra, mentre sulle navi britanniche vennero imbarcati, oltre ai mezzi della Fleet Air Arm (l'aviazione di marina), anche aerei ed elicotteri della Royal Air Force. A questi vanno aggiunti i mezzi, soprattutto ad ala rotante, delle aviazioni leggere dell'esercito e, nel caso argentino, anche della guardia costiera.
I combattimenti furono intensi anche se concentrati in un breve periodo, e la loro intensità è testimoniata dal fatto che il numero di morti per giorno è superiore a quello della seconda guerra mondiale.

## Forze in campo

### Argentini
I numeri dei velivoli di prima linea erano apparentemente a favore degli argentini, con oltre cento aerei tra caccia e cacciabombardieri effettivamente operativi contro poco più di una quarantina di aerei tra Harrier e Sea Harrier per i britannici, tutti imbarcati sulle navi della task force. Gli aerei argentini erano però, sovente vecchi (come ad esempio gli 11 Canberra Mk 62 e Mk64, il cui prototipo volò nel 1949, 3 furono messi a terra quasi subito per mancanza di pezzi di ricambio), e in prima linea comprendevano solo i circa 15 Dassault Mirage III, (il cui prototipo volò nel 1956, e con un'autonomia insufficiente per raggiungere l'arcipelago), 39 (ma solo circa 30 operativi) IAI Dagger (derivati israeliani dal Mirage 5, cui nel corso del conflitto furono aggiunti 10 Mirage 5-A Mara ex peruviani), 29 A4B e 16 A4C Skyhawk (cui vanno aggiunti 8 A4Q della marina, inoltre vi erano altri 5-6 cellule di A4 utilizzate per i pezzi di ricambio) tutti delle prime versioni (ben diversi in prestazioni agli A4M), la marina schierava poi 4 Dassault Super Etendard (uno dei quali fu messo a terra per fornire agli altri i pezzi di ricambio, un quinto esemplare era appena giunto nel paese e non era stato ancora riassemblato) e 6 Aermacchi Mb 339 da addestramento (che però erano della versione A, con avionica basilare). In totale, tra aeronautica e marina, all'inizio del conflitto erano operativi solo 91 (o 94, più i 10 Mirage peruviani) apparecchi utilizzabili in missioni offensive, tra cui 15 con un'autonomia insufficiente. A questi potevano aggiungersi 31 FMA IA-58 Pucarà operativi (di cui 24 effettivamente impiegati nel conflitto), che però erano aerei pensati per compiti di controguerriglia in ambienti in cui il dominio dell'aria non era messo in discussione. Inoltre tra i 216 apparecchi di tutti i tipi disponibili nell'aeronautica argentina solo 2 erano Kc-130 Hercules da rifornimento in volo, rendendo difficile (vista la distanza dalle basi di partenza) rifornire un gran numero di apparecchi per svolgere attacchi di saturazione.

### Britannici
Questo permetteva ai britannici di godere di una teorica superiorità, o almeno una parità, numerica nelle acque dell'arcipelago, poiché il grosso dei loro apparecchi era basato su portaerei, mentre gli Argentini difficilmente potevano inviare più di una dozzina di apparecchi contemporaneamente sull'arcipelago. I britannici inoltre, oltre ad aerei generalmente più moderni (anche se impiegarono i "vecchi" Avro Vulcan), avevano anche mezzi di una generazione più recente, missili AIM-9L Sidewinder con capacità di ingaggio frontale e un sistema di comando e controllo a bordo delle navi che gestiva in modo efficace ed integrato le risorse disponibili in volo e di difesa antiaerea, e un'autonomia maggiore (ma non di molto) rispetto agli avversari che dovevano quasi sempre arrivare dalla terraferma; per contro gli argentini potevano contare su un radar sulle isole che poteva efficacemente riportare i movimenti delle pattuglie aeree britanniche anche se non gestire il coordinamento in volo.

### Fattori di forza e di debolezza
Gli attacchi aerei portati dagli argentini sulle navi britanniche furono determinati e professionali. Due fattori che giocavano a svantaggio degli argentini erano legati agli embarghi militari. L'amministrazione Carter, per le continue violazioni dei diritti umani a seguito del colpo di stato da parte dei militari argentini guidati da Jorge Rafael Videla aveva infatti posto l'Argentina sotto embargo già alla fine degli anni '70, questo embargo era in via di ridiscussione proprio nel periodo immediatamente precedente all'invasione e l'amministrazione Reagan era interessata a cancellarlo a breve. Si prevedevano numerose commesse perché le forze aeree argentine erano equipaggiate soprattutto con apparecchi francesi e americani, e molti di questi ultimi erano davvero a corto di pezzi di ricambio o addirittura costretti a terra (come ad esempio i Grumman C-1 Trader, almeno la metà dei Grumman S-2 Tracker antisommergibile, 14 Lockheed P2V Neptune da pattugliamento marittimo su 16, per limitarci solo alla marina). Anche gli A-4, che costituivano la spina dorsale delle forze offensive argentine, poterono volare solo cannibalizzando gli apparecchi danneggiati. L'invasione portò un embargo per tutta la durata del conflitto da parte dei paesi CEE, soprattutto la Francia che era l'altro grande fornitore di aerei (oltre alla Gran Bretagna, ovviamente, leader nella fornitura di elicotteri, mentre Israele invece continuò a rispettare i propri contratti). Questo embargo impedì il rifornimento sia di munizioni (missili antiaerei per l'aeronautica e antinave per la marina, proiettili per cannoncini ecc.), sia il ritiro dei tecnici francesi che stavano risolvendo i problemi elettronici dei Super Etendard di nuova acquisizione. Inoltre il governo francese trasmise tutte le informazioni disponibili sui propri mezzi esportati in Argentina e permise ai britannici di addestrarsi nel loro uso e nella ricerca di metodi per neutralizzarli o minimizzare il danno. Molte delle informazioni sui mezzi argentini erano comunque disponibili ai britannici che si addestravano regolarmente coi francesi per quanto riguarda i Super Etendard, e alcuni piloti degli Harrier avevano volato con la Royal Australian Air Force sugli A4.
Alla fine di quella che fu una guerra di attrito, buona parte dei mezzi aerei argentini era stata distrutta o gravemente danneggiata, o era ferma per mancanza di pezzi di ricambio, ed i britannici avevano acquisito il quasi completo controllo dei cieli sopra le isole e nell'area di mare circostante, permettendo loro una quasi totale libertà di azione durante la campagna terrestre. Aerei argentini C-130 Hercules da trasporto riuscirono però a raggiungere le isole fino quasi all'ultimo giorno di conflitto, di fatto il ponte aereo tra le isole e la terraferma non fu mai interrotto.
Un ultimo aspetto interno al regime argentino va analizzato, negli equilibri di potere della dittatura militare l'aeronautica era l'arma meno potente e prestigiosa (e nel 1982 "governava" la marina), questo aveva significato una minore attenzione verso l'aviazione da parte del governo. L'aviazione, anche per il suo minore peso politico, non fu coinvolta nella pianificazione del conflitto, e, da anni, si preparava solo per una guerra contro il Cile, in cui l'autonomia era una caratteristica poco importante, gli obbiettivi navali non sarebbero stati di competenza dell'aeronautica, gli attacchi sarebbero stati portati da quote medio-alte (e non bassissime, come invece accadde in questo conflitto) e non c'era un grande divario tecnologico con il potenziale avversario.  Inoltre tutte e tre le forze armate avevano spostato risorse, uomini e attenzione a compiti "politico-militari", di carattere repressivo (voli della morte, centri di detenzione clandestini, interrogatori, indagini poliziesche, polizia segreta ecc.).

## L'inizio delle ostilità
La guerra fu preceduta dal singolare episodio dello sbarco senza preventiva autorizzazione britannica di 40 argentini, apparentemente lavoratori civili di una ditta di pesca, sulla Georgia del Sud il 19 marzo 1982; per rimuovere l'insediamento illegale e dimostrare la propria determinazione a mantenere la sovranità sulle isole, il governo britannico inviò la nave pattuglia Endurance, con una squadra di Royal Marines.
Alle ore 4:30 del 2 aprile, un commando di 150 uomini della fanteria di marina argentina arrivarono in elicottero a Mullet Creek, un piccolo centro abitato a sud-ovest della capitale Stanley, e mossero verso l'interno puntando alla caserma dei Royal Marines a Moody Brook. Alle 6:15 il grosso delle forze argentine cominciò a sbarcare nella baia di York, a est, e i 68 Royal Marines, che costituivano l'intera guarnigione britannica sull'isola furono intrappolati fra le due tenaglie dell'avanzata argentina.
Alle 9:25, dopo una breve ma intensa resistenza i soldati inglesi si arresero vedendo sfumata ogni possibile ulteriore azione. L'Endurance si ritirò in area sicura.

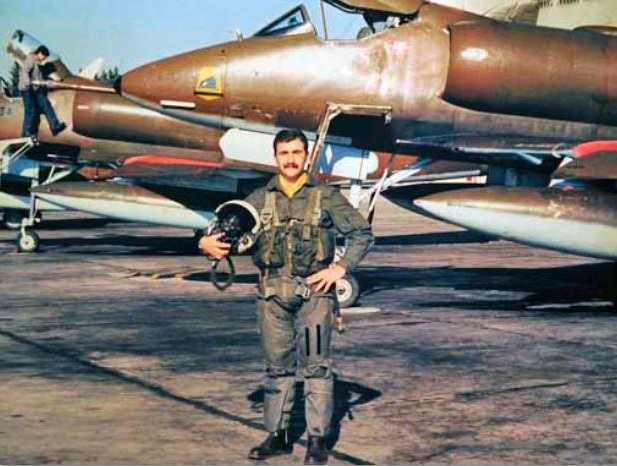
Alfredo Jorge Alberto Vázquez, pilota della Fuerza Aerea Argentina, davanti al suo A-4 Skyhawk, caduto in combattimento durante la guerra delle Falkland.

Immediatamente gli argentini trasferirono alcuni velivoli Aermacchi MB-339 da attacco leggero dell'Aviación Naval insieme ai Beechcraft T-34 Mentor, monomotori ad elica da addestramento ma con capacità di attacco leggero, basandoli sull'aeroporto di Port Stanley che aveva comunque una pista corta e inutilizzabile per dei jet da combattimento ad alte prestazioni. Inoltre la Fuerza Aérea Argentina dislocò sulle isole una ventina di bimotori da attacco Pucarà disperdendoli in vari aeroporti con pista in erba, dall'isola di Pebble a Goose Green alla stessa Port Stanley. Questi mezzi potevano essere appoggiati dalla terraferma, con 3 di Super Etendard allocati nella Base Aeronaval Comandante Espora (BACE) a Grünbein insieme ai circa quaranta Douglas A-4 Skyhawk ancora operativi, da altre basi terrestri e dalla portaerei ARA Veinticinco de Mayo (V-2). Questi aerei erano appoggiati da velivoli di pattugliamento marittimo Lockheed P2V Neptune; gli ultimi due aerei operativi (2-P-111 e 2-P-112) svolsero un ruolo chiave di ricognizione e supporto dei Super Étendard, in particolare in occasione dell'attacco contro lo HMS Sheffield del 4 maggio. La mancanza di pezzi di ricambio, causata dal preesistente embargo sugli armamenti degli Stati Uniti verso l'Argentina, in atto sin dal 1977 a causa della Guerra sporca, portò alla cessazione delle operazioni con il velivolo prima della fine della guerra. Il loro ruolo venne svolto in seguito da EMB 111A brasiliani forniti in segreto per ovviare all'usura e all'equipaggiamento insufficiente dei Neptune, che fornirono quasi 200 ore di volo di pattugliamento marittimo, oltre a sei Aermacchi MB-326 che non vennero utilizzati nel conflitto. Il segreto però durò poco, e poiché il Brasile aveva dichiarato una stretta neutralità il fatto fu motivo di imbarazzo, tanto che l'ambasciatore brasiliano a Londra, convocato dal Foreign Office per spiegazioni, offrì una curiosa compensazione mettendo a disposizione dei britannici un analogo quantitativo di velivoli. In altra circostanza però il Brasile trattenne un bombardiere britannico Avro Vulcan che durante una delle missioni Black Buck aveva danneggiato la sonda per il rifornimento in volo e venne costretto ad un atterraggio a Rio de Janeiro fino al termine delle ostilità.

## Arrivano i britannici

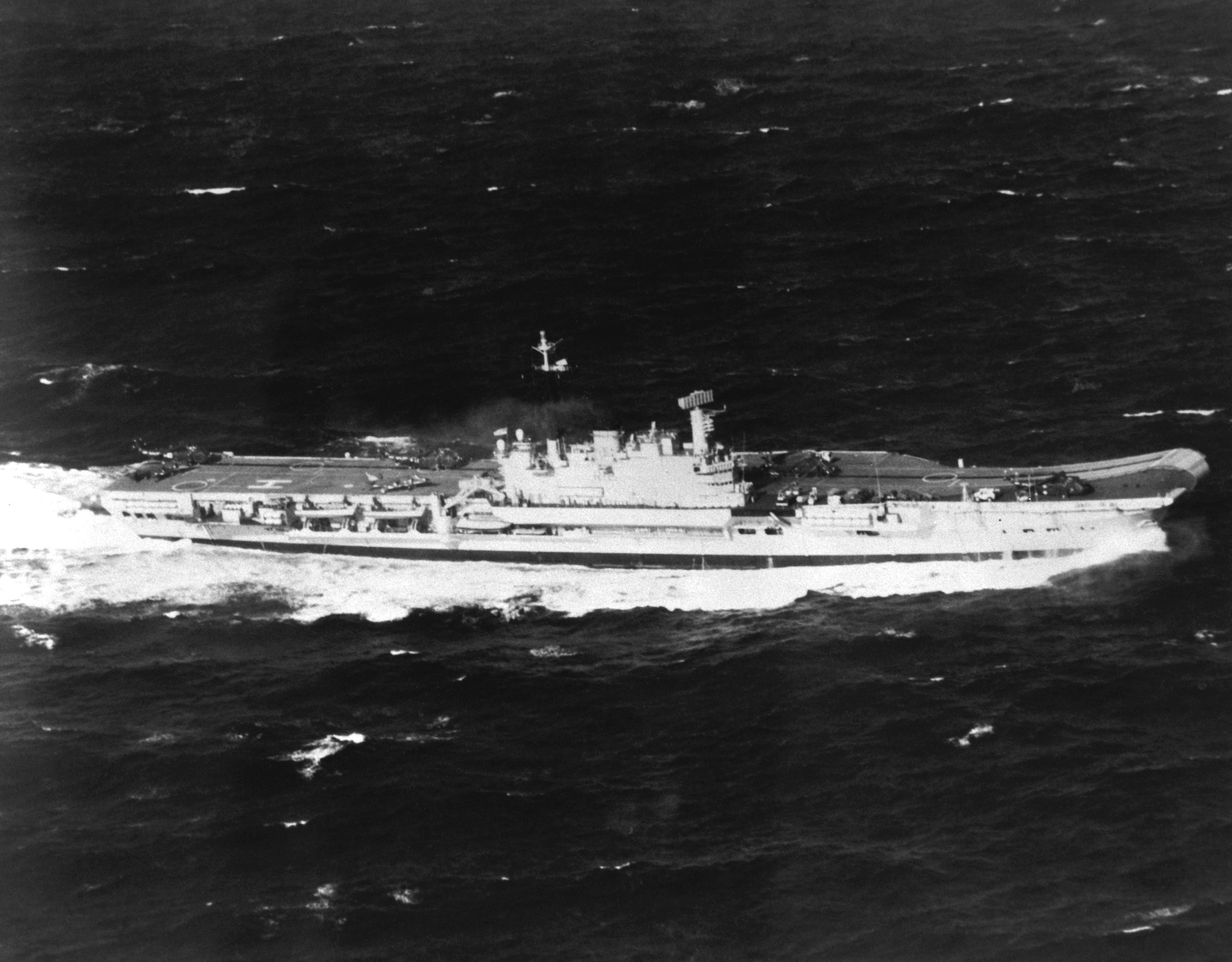
L'HMS Hermes nel 1982

Il 5 aprile partì dalla base navale di Portsmouth la forza di spedizione britannica, guidata dalla portaerei leggera HMS Hermes. Questa flotta si riunì il 10 aprile al largo dell'isola di Ascensione con altre unità provenienti da Gibilterra, nel frattempo un fotoricognitore Canberra della RAF aveva incominciato ad operare dalla base aerea, del Cile neutrale, di Punta Arenas.
I britannici prepararono inoltre una squadriglia di Harrier GR3 per l'attacco a terra in supporto alle truppe destinate allo sbarco, il No 1(F) Squadron della RAF, richiamando personale addestrato anche dall'estero o dalle basi in Germania che ospitavano squadriglie di Harrier, come Gütersloh; analogamente la Royal Navy richiamò piloti da Australia, Canada e Stati Uniti e approntava una nuova squadriglia di Sea Harrier FRS.1, la 809 Naval Air Squadron alla quale vennero assegnati 8 aerei, degli 11 operativi rimasti in patria, da quelli in riserva a quelli del 899 NAS che gestiva l'addestramento operativo; considerato che in tutto vi erano 31 Sea Harrier esistenti oltre a due in costruzione e che 20 erano già con la Task Force, 12 sulla HMS Hermes col 800 NAS e 8 sulla HMS Invincible col 801 NAS. Per il loro trasferimento era in fase di modifica una nave portacontainer, l'Atlantic Conveyor della Cunard Line, sulla quale i velivoli delle due versioni di Harrier sarebbero stati imballati in "borse" di plastica per proteggerli dall'acqua di mare alla quale sarebbero stati esposti viaggiando sul ponte scoperto; con loro avrebbero viaggiato sei elicotteri Chinook del British Army che avrebbero dovuto assicurare il trasporto pesante dopo lo sbarco, ed uno squadron di elicotteri Westland Wessex della Royal Navy, lo 849 NAS
I piloti dello squadron RAF selezionati per la partenza furono: Squadron Leader (caposquadriglia, equivalente a capitano pilota) Peter Harris, Flight Lt (tenente pilota) Jeff Glover, Flt Lt Mark Hare, Flt Lt John Rochfort, Sqn Ldr Bob Iveson, Wing Commander (maggiore) Peter Squire (ufficiale comandante), Flt Lt Tony Harper e Sqn Ldr Jerry Pook; ad essi si sarebbero aggiunti altri con esperienza. Nell'attesa dell'approntamento dell'Atlantic Conveyor, gli Harrier vennero modificati nella meccanica e nell'elettronica per farli operare dalle portaerei e per utilizzare i missili AIM-9L Sidewinder che avrebbero dato loro una capacità aria-aria.

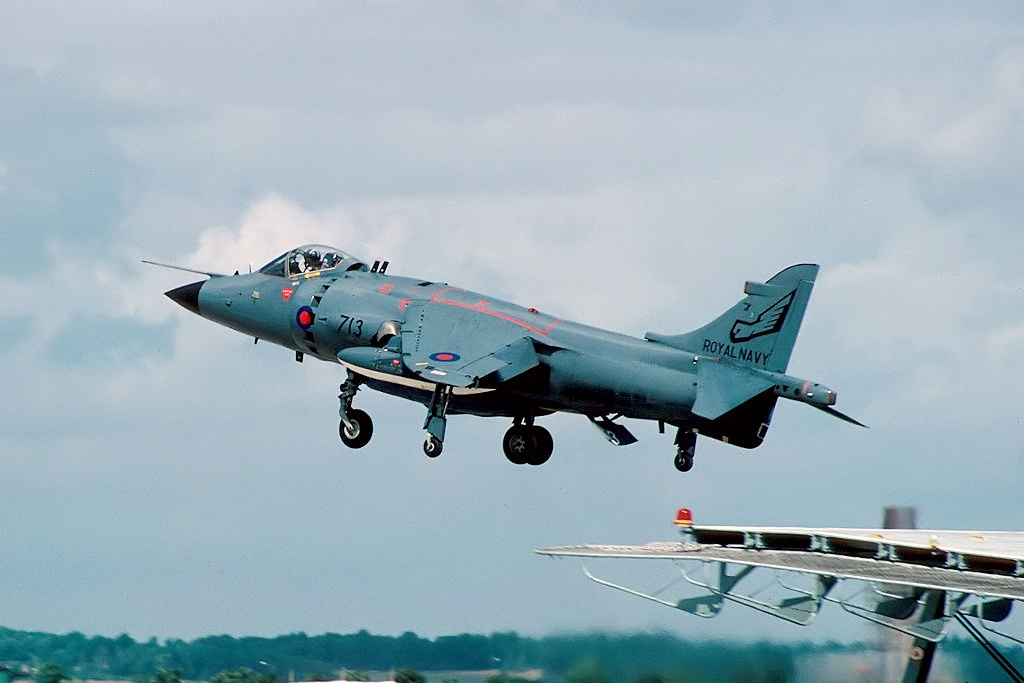
Sea Harrier del 801 NAS

Il 12 aprile il cacciatorpediniere Antrim, la fregata Plymouth e il rifornitore di squadra Tidespring della Royal Navy interruppero la loro breve sosta all'isola di Ascensione per imbarcare equipaggiamenti e un piccolo contingente di truppe di terra (la Compagnia M del 42º Commando e lo Squadrone D del SAS), nonché alcuni elicotteri: tre Westland Wessex e un Westland Scout. Queste tre navi, costituenti la Task Force 317.9 avrebbero dovuto fare rotta verso sud e unirsi alla squadra dell'Endurance per dar vita all'operazione "Paraquet", ossia la riconquista della Georgia del Sud. Qui le operazioni di volo erano possibili solo dai ponti delle navi e solo per elicotteri, poiché non esisteva un'aviosuperficie praticabile e, come già per gli argentini durante l'attacco iniziale, anche gli inglesi spostarono truppe con gli elicotteri, non senza grandi rischi tanto che due Westland Wessex fecero un atterraggio forzato durante un elisbarco di forze dello Special Air Service e gli equipaggi vennero recuperati con grandi difficoltà.
Nel frattempo i preparativi argentini per prolungare l'occupazione delle Falkland e per scongiurare qualunque tentativo di riconquista inglese furono all'origine del costante aumento del contingente dell'aeronautica: l'aeroporto di Stanley divenne la Base Aérea Militar (BAM) Malvinas; più a sud, a Goose Green, fu istituita la BAM Condor, mentre il Comando de la Aviación Naval Argentina (CANA) si stanziò sull'isola di Pebble chiamandolo Estación Aeronaval (EA) Calderón.
Questa espansione portò allo schieramento di 24 IA-58 Pucará sulle basi di Malvinas e Condor, mentre il CANA aveva schierato, sempre nella base di Malvinas sei Aermacchi MB-339 con funzioni di attacco leggero. Gli elicotteri presenti, due Bell 212 e due Boeing CH-47 del Grupo 7, garantivano una limitata capacità di ricerca e di salvataggio, mentre due velivoli Short Skyvan e un elicottero SA 330 Puma garantivano la possibilità di trasporto di truppe e mezzi. La pista di Stanley non permetteva l'operatività normale di aerei supersonici ad alte prestazioni ma poteva ospitare aerei subsonici, anche utilizzando dei ganci d'arresto come quelli dei quali gli A-4 Shyhawk della Marina erano dotati.
Per quanto riguarda i sistemi di sorveglianza aerea, gli argentini disponevano di un radar Westinghouse AN-TPS43 collocato sulle alture intorno a Stanley, che permetteva loro un congruo preavviso rispetto ai movimenti dei velivoli britannici in avvicinamento, per lo meno se non volavano a bassa quota. I britannici invece non disponevano di piattaforme AEW sulle loro navi, e i radar Type 965R imbarcati sui cacciatorpediniere Type 42 non fornivano prestazioni ottimali vicino alla terraferma; i radar Blue Fox degli Harrier non erano di tipo Look-down/shoot-down, oltre ad avere una portata limitata nel migliore dei casi alle 23 miglia nautiche per piccoli aerei, anche se potevano rilevare un bersaglio grosso a 40 miglia.
Il 16 aprile venne approntato un trampolino presso la base aerea di Yeovilton per addestrare i piloti RAF del No 1 Squadron all'uso dello ski-jump delle portaerei; il 21 aprile in una riunione presso il Quartier generale della RAF vennero riesaminate le specifiche dell'impiego operativo degli Harrier GR3, che comprendevano il dispiegamento presso una base avanzata a terra dopo lo sbarco, un ruolo di difesa aerea e l'uso di bombe a guida laser; a questo scopo l'Atlantic Conveyor doveva includere nel suo carico anche un consistente numero di grelle per preparare una pavimentazione nella zona di sbarco. Gli Harrier vennero tutti attrezzati con sonde per il rifornimento in volo, e con l'appoggio delle cisterne volanti Victor raggiunsero dapprima l'aeroporto di Banjul in Gambia e da lì con un'altra tappa l'isola di Ascensione; entro il 5 maggio tutti i velivoli avevano raggiunto l'isola e il giorno dopo si imbarcarono sulla Atlantic Conveyor.

### L'operazione "Paraquet"

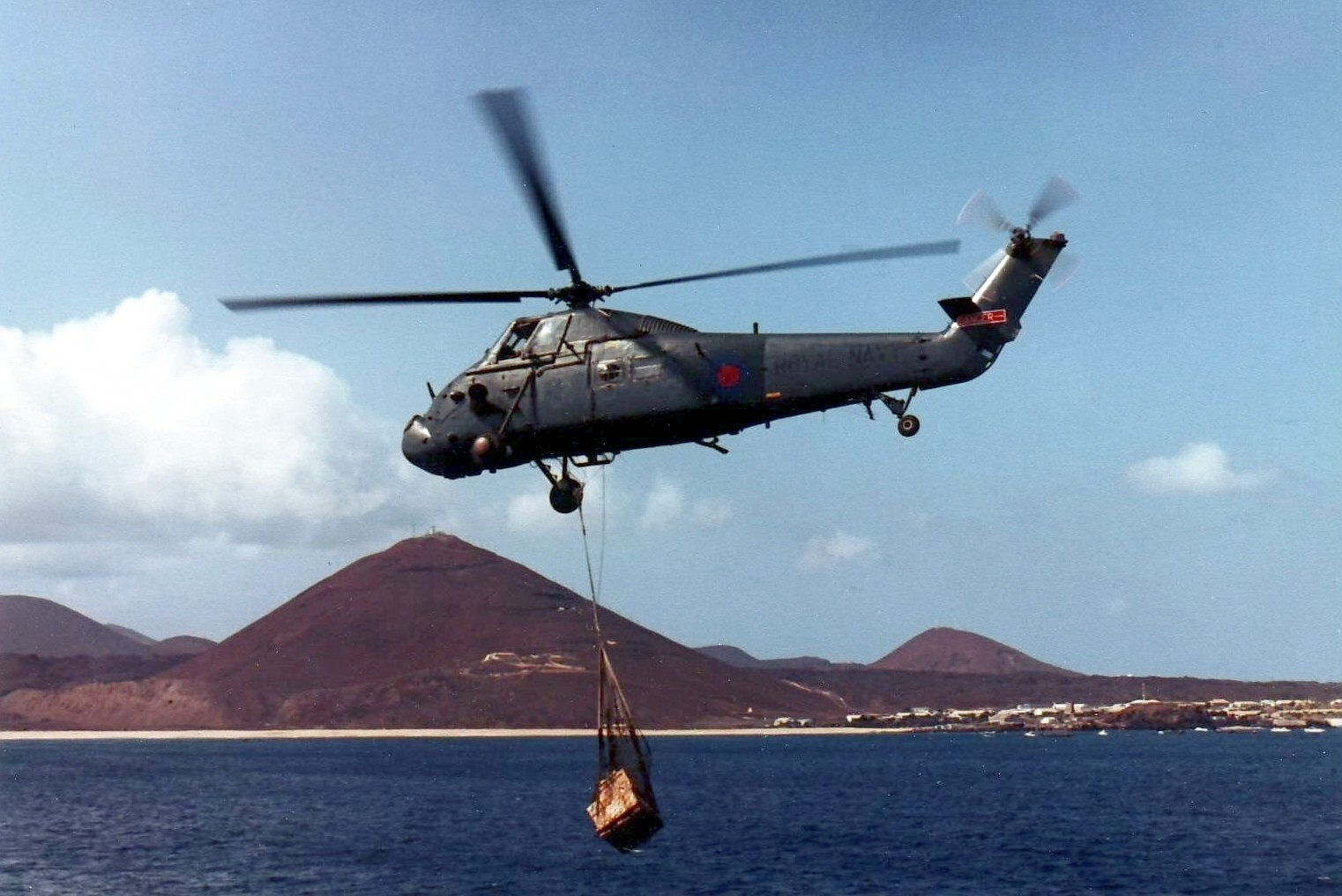
Un Wessex HU.5 della Royal Navy all'isola di Ascensione nel 1982; per l'epoca questi mezzi inizialmente antisommergibile erano stati convertiti in trasporti truppe

Come per tutte le altre operazioni di guerra anche la Paraquet (spregiativamente riferita dal personale inglese come "Paraquat", un forte diserbante) fu preceduta da azioni di ricognizioni, queste furono sostenute dai bombardieri Victor che in totale effettuarono tre missioni di sorveglianza radar a lungo raggio.
La prima di questa avvenne nella notte fra il 20 ed il 21 aprile e richiese l'intervento di otto aerocisterne per un volo di oltre 11 275 km e della durata di 14 ore e 45 minuti per sorvegliare un'area di 388,5 km quadrati.
La prima fase dell'operazione fu lo sbarco di una pattuglia delle SAS, da parte dei Westland Wessex e dei Westland Scout sul ghiacciaio Fortuna. Due giorni dopo ci fu il primo scontro armato dell'operazione: i britannici individuarono il sommergibile argentino ARA Santa Fe; la fregata Brilliant fece decollare i suoi due Westland Lynx, i quali si unirono alla caccia al sottomarino con i Wessex dell'Antrim che cercarono di colpire il battello con delle cariche di profondità.
Nell'attacco il battello argentino rimase danneggiato e il comandante fu costretto a fare ritorno a Grytviken. Mentre il Santa Fe si dirigeva verso la Georgia del Sud venne attaccato da siluri e missili leggeri sparati dagli elicotteri inglesi.
Gravemente danneggiato, il sommergibile riuscì a raggiungere Grytviken dove fu tirato in secco.
A quel punto gli inglesi, vista l'inconsistenza del presidio argentino attaccarono: 30 uomini del SAS furono fatti sbarcare sulla costa mentre 235 salve sparate dalle batterie navali martellavano le postazioni argentine. Scoraggiati e consapevoli della loro situazione disperata i militari argentini si arresero senza opporre resistenza.

### Le prime operazioni dalle portaerei

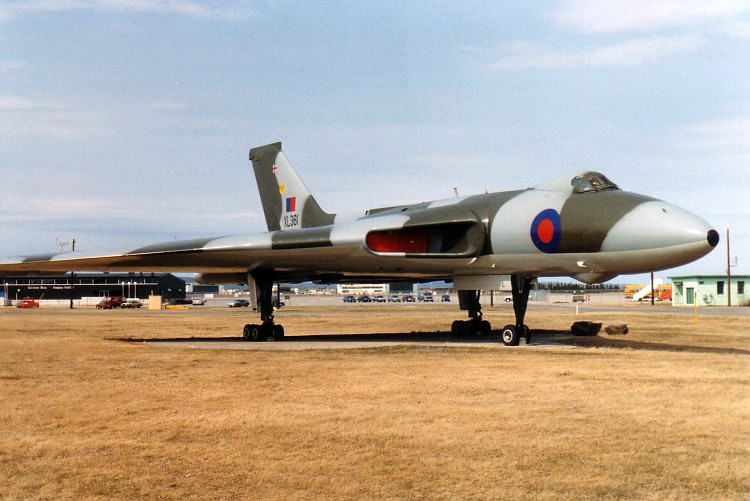
Un Vulcan della RAF

Il 18 aprile la Task Force inglese salpò dalla base di Ascensione per dirigersi a sud, verso le Falkland. Il 21 aprile la flotta era ancora fuori dal teatro delle operazioni, quando un Boeing 707, usato come ricognitore dall'aeronautica argentina, la individuò; quest'ultimo in seguito fu intercettato da un Sea Harrier e fatto allontanare. Nei giorni successivi, il 707 ripeté quotidianamente la ricognizione, sempre contrastato dagli Harrier della task force. Quando finalmente venne concessa l'autorizzazione ad aprire il fuoco, il ricognitore non si avvicinò più alla squadra a distanza utile.
Il 1º maggio è la data della prima operazione bellica della guerra delle Falkland: un Vulcan del 101º Squadron effettuò la sua prima missione di bombardamento Black Buck partendo dalla base di RAF Wideawake sull'isola di Ascensione; questa base era inizialmente affittata agli Stati Uniti ma gli accordi di cooperazione ne garantirono ai britannici un uso tanto illimitato quanto un supporto discreto da parte dei militari statunitensi. La sortita durò in tutto 14 ore e 50 minuti e richiese 15 uscite di aerocisterne e non meno di 18 rifornimenti in volo per consentire a quel singolo bombardiere di giungere sul suo obiettivo, dove da un'altezza di 3 050 metri, sganciò tutte le 21 bombe da 454 kg, lungo la pista di decollo dell'aeroporto di Stanley, sotto la scorta di uno Harrier dello Squadron 801 della Invincible. In realtà soltanto un ordigno colpì la pista creando tra l'altro danni modesti, con polemiche da parte di alcuni militari inglesi, anche se la pista da allora venne interdetta ai jet da attacco, rimanendo attiva solo per gli Hercules e gli Aermacchi MB-339.
Nel tentativo di sfruttare al massimo la notevole confusione che si creò tra le file argentine, alle ore 7:08 la HMS Hermes fece decollare dodici Sea Harrier dello Squadron 800 per attaccare gli aeroporti di Stanley e Goose Green. Durante la missione otto Harrier colpirono l'aeroporto della capitale da tre parti diverse, impiegando una tecnica particolare di bombardamento chiamata toss bombing causando danni modesti ma impedendo l'uso della struttura per un po' di tempo. Gli altri quattro Harrier invece effettuarono un attacco più positivo su Goose Green, dove era stata costruita una pista per aerei leggeri denominata BAM (Base Aerea Militar) Condor, mettendo fuori combattimento tre Pucará e uccidendo un pilota argentino, scortati da una Combat Air Patrol dello Squadron 801 in missione di interdizione aerea.
Più tardi le fregate della Royal Navy Alacrity e Arrow insieme al cacciatorpediniere Glamorgan iniziarono a colpire le postazioni nemiche di Stanley facendo entrare in azione anche gli elicotteri d'attacco. Viste le numerose attività aeree e navali inglesi, gli argentini pensarono all'imminenza di uno sbarco e perciò la Fuerza aérea argentina compì svariate missioni contro le navi britanniche, facendo decollare i Mirage III e i Dagger che fornirono copertura a otto A-4 Skyhawk e ai bombardieri Canberra ma non trovando molti bersagli. Poco più tardi due Mirage III e un Dagger furono abbattuti dai missili aria-aria AIM-9L Sidewinder lanciati dai Sea Harrier mentre alcuni apparecchi argentini colpirono ma con lievi danni le navi inglesi vicino a Stanley.
Gli argentini avevano dislocato a Pebble Island, un isolotto sulla costa nord di East Falkland dotata di una pista in terra battuta che avevano denominato BAM Calderon, una squadriglia di aerei d'attacco FMA Pucarà, che avrebbe rappresentato una grave minaccia per le forze terrestri inglesi una volta sbarcate, soprattutto una volta deciso che lo sbarco sarebbe avvenuto a San Carlos, a meno di cinque minuti di volo da questa base. Pertanto venne progettata un'operazione delle forze speciali britanniche con l'obiettivo di rendere inservibili questi velivoli; una squadra di incursori dello Special Air Service venne sbarcata da elicotteri partiti dalla portaerei HMS Hermes, e sabotò gli aerei mettendo sui cruscotti delle cariche esplosive; mentre si ritirava sotto il fuoco di copertura delle navi di scorta HMS Glamorgan e HMS Brilliant, si scatenò un conflitto a fuoco con il reparto argentino presente, secondo la versione britannica; per gli argentini invece, i loro soldati rimasero nei rifugi fino al cessare del bombardamento navale.

### Il prosieguo
In effetti gli argentini alle Falkland usarono gli IAI Dagger praticamente solo come bombardieri, facendoli scortare all'inizio dai Mirage IIIAE, che però quasi subito persero in gran parte i loro serbatoi ausiliari avendoli sganciati per sfuggire al combattimento con gli Harrier e rimanendo quindi con pochi minuti di autonomia visto che non erano dotati di sonde per il rifornimento in volo.
Di conseguenza, i Dagger e gli Skyhawk effettuarono le loro missioni di attacco senza scorta per quasi tutta la guerra. In realtà gli unici aerei argentini dotati della capacità di rifornimento in volo erano i Super Etendard e gli A-4 Skyhawk, ma la presenza di due sole aviocisterne KC-130H limitava comunque il numero di velivoli rifornibili per ogni operazione. Sull'andamento delle operazioni aeree incise anche la determinazione dopo i primi scontri da parte dello stato maggiore argentino di non far impegnare i velivoli in combattimenti aerei ma di concentrare gli attacchi contro le navi della task force, per cui i Sea Harrier interpretarono sempre la parte dei cacciatori.
Nel frattempo, i britannici avevano fatto arrivare in zona un sommergibile Diesel-elettrico della classe Oberon, la HMS Onyx, per essere impiegata nelle operazioni speciali, e dopo l'affondamento dell'incrociatore Belgrano avevano posto i propri battelli nucleari al largo della costa davanti alle basi aeree argentine per fungere da picchetti radar, per cui la Task Force veniva avvisata del decollo degli aerei, rotta e consistenza numerica. A una cinquantina di miglia dall'obbiettivo però gli argentini si abbassavano a livello del mare e i britannici che non avevano alcun velivolo da allarme precoce non avevano di fatto alcun preavviso quando gli aerei piombavano sui bersagli.
Sempre il 1º maggio, al tramonto, un volo di tre bombardieri English Electric Canberra argentini tentò un attacco a bassa quota verso la task force, ma venne intercettato da una Combat Air Patrol di due Sea Harrier dell'Invincible; un aereo venne abbattuto da un missile ed un altro danneggiato, mentre il terzo intraprese una manovra evasiva. Il 4 maggio un Sea Harrier in missione su Goose Green venne abbattuto dalla contraerea, con la morte del pilota tenente di vascello Nick Taylor.

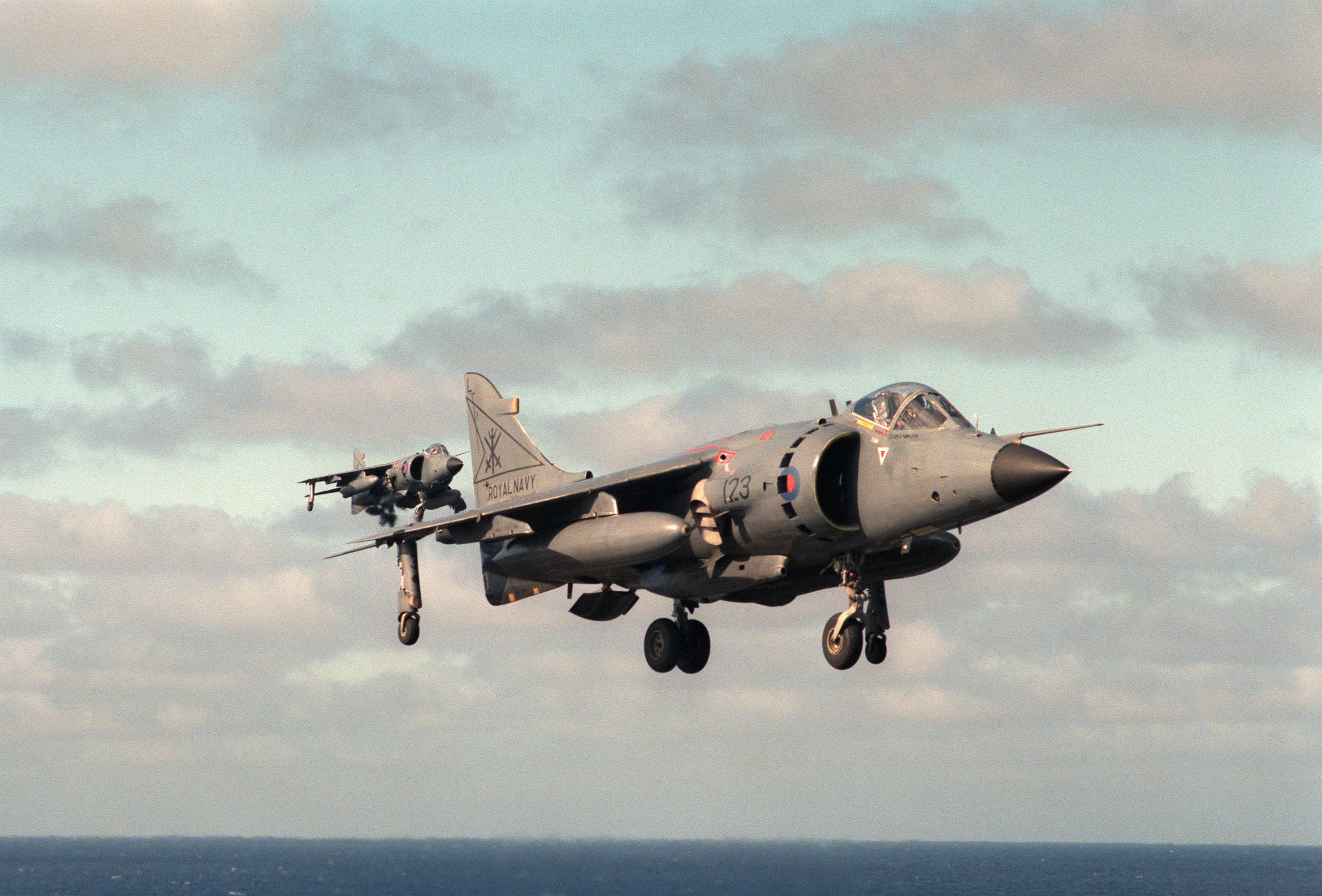
Lo schema mimetico ardesia del Sea Harrier FRS.1 è evidente in questa foto del 1984; per il colore i piloti argentini lo avevano soprannominato "la Muerte Negra", cioè la Morte Nera

Gli inglesi avevano in tutto 31 Sea Harrier operativi, buona parte dei quali come detto in precedenza era stata inviata nel Sud Atlantico con la Task Force. Dopo alcune perdite operative, causate da incidenti di volo e di altra natura, arrivarono come rinforzo anche gli aerei rimasti in patria, che erano inquadrati nello Squadron 809 e nello Headquarters Squadron e che vennero distribuiti con i loro piloti tra le due portaerei partendo dall'Atlantic Conveyor, tra i giorni 18, 19 e 20 maggio; la cosa era stata decisa il 15 in navigazione e tutti i GR3 vennero quindi assegnati alla Hermes mentre 4 Sea Harrier andarono sulla Hermes e gli altri 4 sull'Invincible. Anche piloti della RAF vennero "prestati" alla Fleet Air Arm (due erano con il 809 NAS, Flt Lt John Leeming e Steve Brown), e vari Harrier GR.3 da attacco al suolo del 1st Squadron della RAF affollarono i ponti già congestionati della Hermes e dell'Invincible. Le condizioni meteo erano in peggioramento, con l'avvicinarsi dell'inverno australe, e in un caso un Sea Harrier andò perduto direttamente dal ponte di volo dell'Invincible mentre col pilota dentro stava in preallarme di difesa aerea; col ponte reso scivoloso dall'umidità ed il rollio e beccheggio combinati della nave, l'aereo iniziò a scivolare verso il bordo ed il meccanismo di sicurezza che sbloccava automaticamente i freni di stazionamento in caso di frizione a terra troppo elevata entrò in azione; con l'aereo reso incontrollabile e in procinto di cadere dal ponte il pilota non ebbe altra scelta che eiettarsi prima di finire in mare, e venne prontamente recuperato da un elicottero di soccorso; l'indagine successiva rilevò l'inconveniente, ma senza poter intervenire in quanto il meccanismo di sblocco era reso necessario dalla possibilità che un carrello di manovra cercasse di trainare un aereo col freno bloccato, danneggiandolo. Altri due Sea Harrier andarono perduti in una probabile ma non riscontrata collisione in volo, mentre investigavano su un contatto fornito loro dal controllo della difesa aerea (AAW - Anti Air Warfare) che veniva gestito a turno da una delle navi di picchetto radar; il 4 maggio una pattuglia di due Sea Harrier si diresse verso il contatto su indicazione del controllore, e un altro aereo in CAP poco distante fece autonomamente lo stesso, probabilmente stimando male la propria posizione ed entrando nell'angolo morto del radar di uno dei due altri con conseguente scontro in volo; i due piloti, Lieutenant Alan Curtis e Lieutenant Commander John Eyton-Jones, scomparvero e vennero ritrovati solo alcuni rottami. Un altro Sea Harrier venne abbattuto da un missile, probabilmente un Roland, mentre stazionava al largo di Stanley in attesa di intercettare alcuni Pucarà che a loro volta si preparavano ad attaccare le truppe inglesi a terra, ed il pilota venne ripescato dopo molte ore di attesa in mare su un canotto di salvataggio ed al limite del congelamento. Un Harrier G.R.3, pilotato dal Flight Lieutenant Jeff Glover, venne abbattuto da un missile Blowpipe a Port Howard.
Comunque l'azione deterrente delle pattuglie aeree inglesi era tale che gli argentini avevano soprannominato lo Harrier "la Muerte Negra" (la Morte Nera) per il suo schema mimetico color ardesia e dopo i primi confronti, soprattutto dopo che i loro caccia Mirage IIIAE avevano sganciato i serbatoi ausiliari per combattere il 1º maggio diminuendo severamente la loro autonomia, ebbero precisi ordini di evitare il combattimento manovrato per concentrarsi su bersagli a terra ed in mare.

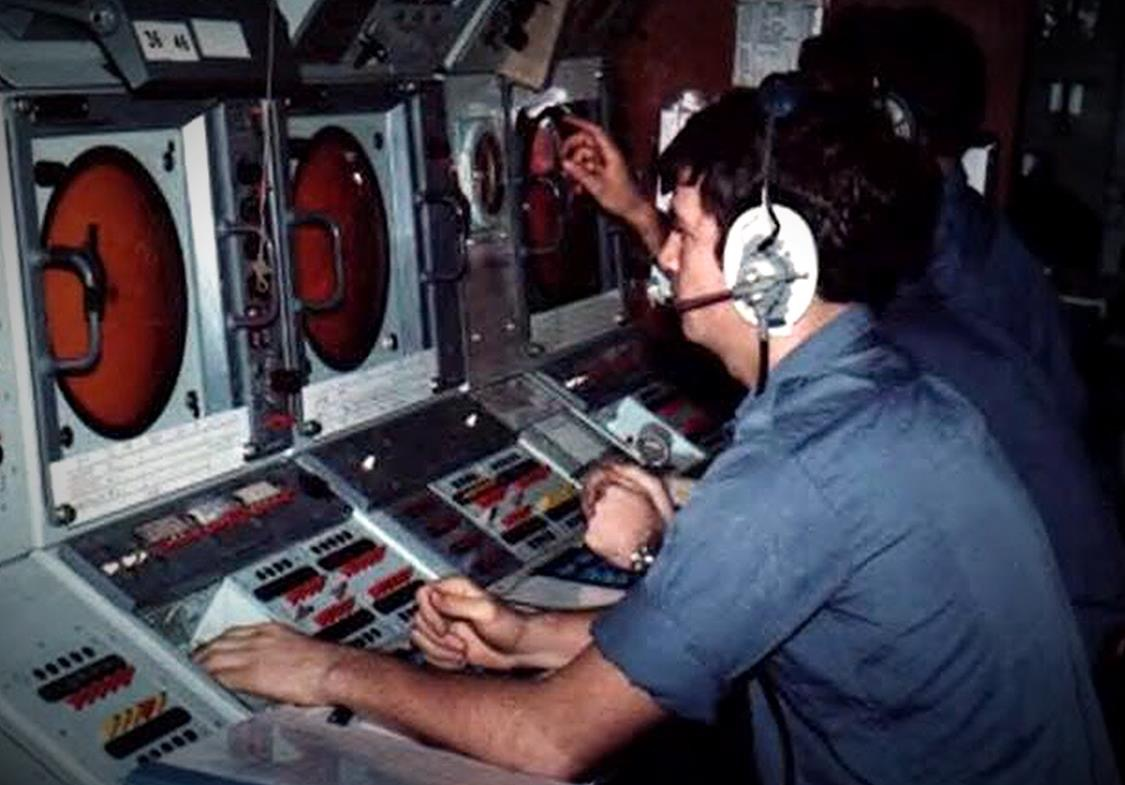
La sala operativa del cacciatorpediniere Cardiff, alle 04:00 del 6 giugno 1982, in procinto di lanciare il missile che abbatté l'elicottero Gazelle con marca XX377

Le operazioni aeree non sempre venivano gestite nel migliore dei modi, soprattutto da parte inglese, ed in un caso la mancanza di informazioni tra le varie componenti della task force portarono all'abbattimento di un elicottero Gazelle del British Army, con marca XX377 e in volo su Falkland Orientale, con un missile Sea Dart da parte del cacciatorpediniere Cardiff, una nave della scorta agli anfibi, perché la presenza dell'elicottero non era stata notificata alla Centrale di Controllo Antiaereo. In un altro caso due Sea Harrier dell'Invincible in missione di Combat Air Patrol rischiarono di intercettare un volo di quattro Harrier GR.3 decollati dalla Hermes per una missione di attacco al suolo, anche in questo caso perché non era stata notificata la presenza dei GR.3 alla sala operativa; in questo caso i missili Sidewinder non riuscirono a bloccarsi sugli ugelli dei bersagli perché, essendo sugli Harrier posti sotto le ali, il getto caldo dei motori veniva schermato dalle ali stesse non offrendo un'impronta termica sufficiente ai sensori dei missili

## Le operazioni Black Buck
I cinque raid dell'Operazione Black Buck compresero una serie di attacchi sulle isole Falkland da parte dei bombardieri Avro Vulcan del No. 44 Squadron RAF, lanciati dalla base britannica sull'Isola di Ascensione, vicino all'Equatore. Gli aerei trasportarono 21 bombe da 1000 libbre (454 kg) l'una nella stiva interna, nelle prime tre missioni tese a danneggiare la pista di Stanley per impedirne l'uso da parte degli aerei veloci argentini; nelle ultime due invece vennero portati quattro missili anti-radar AGM-45 Shrike esternamente su piloni improvvisati, per distruggere i radar di controllo del fuoco delle batterie antiaeree argentine.
Sulla pista fu prodotto un solo cratere, che però rese impossibile l'uso di jet veloci su quell'aeroporto. Gli specialisti argentini ripararono la pista in ventiquattr'ore, ma solo a un livello di efficienza adatto ai C-130 Hercules e agli Aermacchi MB-339. Molte fonti sostengono che falsi crateri abbiano confuso l'accertamento dei danni da parte dei britannici, che tuttavia rimasero consci che la pista restava utilizzabile da parte di C-130 e FMA IA-58 Pucará.
Il Vulcan non aveva l'autonomia per raggiungere le Falkland senza fare rifornimento diverse volte, visto che era stato progettato per missioni di stand-off nucleare in Europa. Le aerocisterne della RAF erano per lo più dei bombardieri Handley-Page Victor con un raggio d'azione analogo, per cui necessitavano a loro volta di essere rifornite in volo. Così, per un totale di due soli Vulcan, dei quali uno restava di scorta nel caso che l'aereo principale avesse avuto un problema, servivano undici aerocisterne: uno sforzo logistico enorme, dato che sia i bombardieri sia le aerocisterne usavano la stessa pista. L'attacco produsse un solo colpo a segno sulla pista.
I raid, con un volo di ritorno lungo quasi 16 ore, a quei tempi furono le missioni di bombardamento più lunghe della storia (superati nella Guerra del Golfo del 1991 dai B-52G dell'USAF che decollavano dagli Stati Uniti continentali ma che usavano aerocisterne in posizione avanzata).

## Entra in scena l'Exocet
Nel 1979 il CANA aveva ordinato 14 caccia-bombardieri Super Etendard ed altrettanti missili antinave Exocet. Alla fine del 1981 l'Argentina ricevette i suoi primi cinque esemplari del modello, con i rispettivi missili, ma allo scoppio della guerra la Francia, si rifiutò di inviare ulteriori aerei e missili, ma è possibile che Israele abbia dato una mano agli argentini nella risoluzione dei problemi che impedivano d'interfacciare i velivoli e i loro missili.

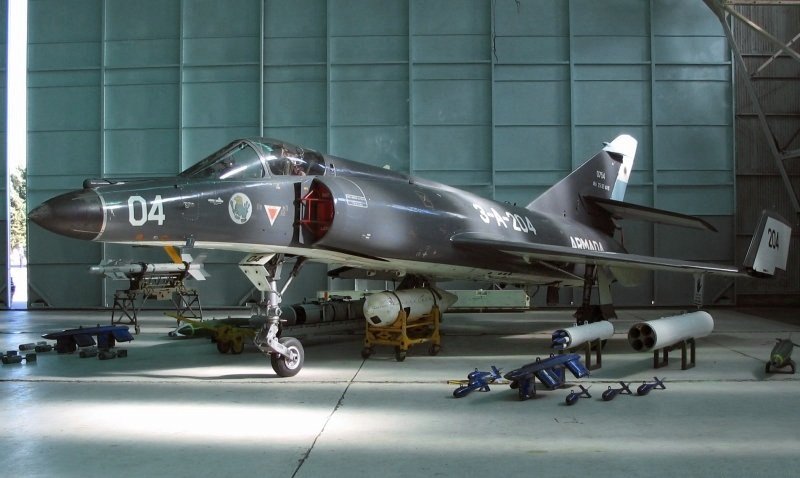
Aereo da attacco Dassault Super Étendard di fabbricazione francese esposto alla Base Aeronaval Comandante Espora, Bahía Blanca. Questo esemplare è quello che ha affondato lAtlantic Conveyor, come si nota dalla sagoma stilizzata sul muso

I cinque Super Etendard andarono a costituire la 2 Escuadrilla de Caza y Ataque della 3 Escuadra Aeronaval, la punta di diamante delle forze aeree navali argentine (ma solo 3 furono operativi per tutto il conflitto). Il 20 aprile la squadra si trasferì nella base in linea d'aria più vicina alle Falkland e cioè l'aeroporto di Río Grande, comunque sempre a 710 km da Stanley.
Il 2 maggio due Super Etendard partirono per la loro prima missione, tutti gli apparecchi erano equipaggiati con l'Exocet. Alla missione avrebbero dovuto partecipare anche un gruppo d'attacco costituito dai veicoli imbarcati A-4 Skyhawk, che avrebbe dovuto sviare l'attenzione delle difese britanniche e garantire in tal modo il conseguimento del massimo risultato utile a quella ben congegnata manovra a tenaglia. Purtroppo per gli argentini gli A-4 non vennero fatti decollare poiché la portaerei Veinticinco de Mayo fu fatta rientrare in porto dopo l'affondamento del General Belgrano e i Super Etendard, dal canto loro fecero ritorno alla base non essendo riusciti a rifornirsi in volo da un'aerocisterna. Due giorni dopo un pattugliatore dell'aviazione Lockheed P2V Neptune avvistò un grosso bersaglio a 160 km a sud di Stanley; alle 08:45 dalla base di Río Grande partirono ancora una volta due Super Etendard che questa volta riuscirono a rifornirsi in volo e si attestarono a 15 m sul livello del mare per non essere avvistati dai radar inglesi, i due aerei risalirono a quota 40 m nel tentativo infruttuoso di acquisire gli obiettivi con i loro radar, per poi riscendere di nuovo a 15 m. La pur breve attivazione dei loro apparecchi però fu sufficiente a tradirne la posizione da parte dello Sheffield che fece decollare due Sea Harrier dalla HMS Hermes.
Nel frattempo i due Super Etendard pilotati dal capo missione capitano di fregata Augusto Bedacarratz e dal tenente Armando Mayora, erano risaliti a quota 40 m e stavolta i loro radar scovarono le navi inglesi; poco dopo i piloti argentini lanciarono i loro missili Exocet e virando verso ovest si diressero verso la base.
Lanciato da una distanza compresa fra i 37 e i 56 km, uno dei due Exocet colpì il cacciatorpediniere Sheffield, aprendo una falla di circa 3 per 1,2 metri nella fiancata della nave, facendo scaturire un incendio di vaste proporzioni che comportò la perdita dell'unità e la morte di 21 uomini dell'equipaggio. Il secondo Exocet invece passò vicino alla fregata Yarmouth, senza però essere riuscito a colpirla, e cadde in mare dopo aver esaurito il propellente.

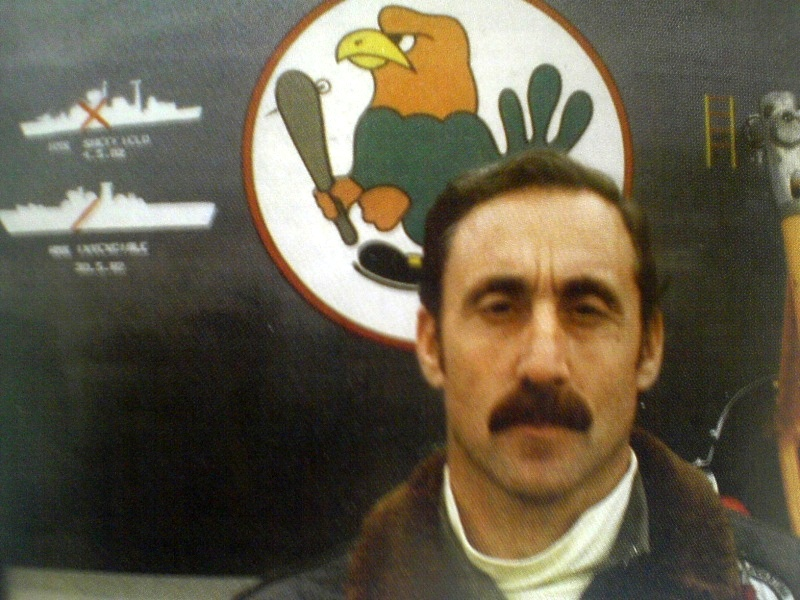
Il capitano di fregata Augusto Bedacarratz che affondò con un missile Exocet il cacciatorpediniere britannico HMS Sheffield.

Il 25 maggio altri due Super Etendard decollarono e incominciarono a volare in tondo per avvicinarsi alle navi della Task Force britannica da nord e cioè da una direzione del tutto inattesa. Il comandante della task force, ammiraglio Woodward, aveva disposto una linea di picchetto radar formata da cacciatorpediniere Type 42, dietro la quale erano poste le fregate e più arretrate e disposte in linea da sud a nord le due portaerei, protette da due fregate Type 22, e le navi logistiche. Mentre i velivoli argentini risalivano brevemente di quota per localizzare i loro bersagli, gli schermi dei loro radar Agave indicarono la presenza di due grosse navi e di un'altra più piccola.

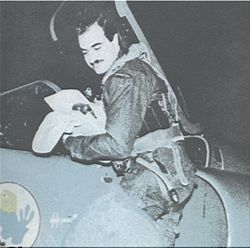
Il capitano di corvetta Roberto Curilovic che affondò con un missile Exocet la nave britannica Atlantic Conveyor.

A questo punto lanciarono, da una distanza di 57 km, i due Exocet: uno fu intercettato dagli apparati di contromisura elettronica e dai chaff inglesi, mentre l'altro, lanciato dal capitano di corvetta Roberto Curilovic, colpì in pieno l'importantissima nave portacontainer Atlantic Conveyor, che si trovava all'estremità nord dello schieramento delle navi britanniche. Insieme alla nave andarono perduti in tutto dieci elicotteri (un Westland Lynx, sei Westland Wessex dell'848 Squadron della Fleet Air Arm e tre dei fondamentali CH-47 da trasporto pesante) più le grate metalliche necessarie per una pista di fortuna a terra, svariati materiali per la manutenzione e dei veicoli e morirono dodici uomini dell'equipaggio tra cui il comandante civile. La nave non era stata dotata di alcun dispositivo di disturbo ed inganno, attivo o passivo, perché non considerata un'unità di alto valore e quindi non poté in alcun modo reagire alla minaccia.
Il 30 maggio gli argentini diedero il via alla missione nella quale sarebbe stato utilizzato l'ultimo Exocet. All'operazione parteciparono sempre due Super Étendard (uno dei quali, e cioè quello privo del missile, avrebbe operato come velivolo radar di riserva per l'altro, dotato dell'Exocet) e di quattro A-4 Skyhawk.
Gli aerei decollarono da Río Grande e dopo circa 50 minuti di volo furono riforniti in volo da due aerocisterne KC-130, dopo di che si abbassarono di quota e, dopo un tentativo fallito i radar dei Super Etendard riuscirono ad individuare un grosso obiettivo (gli argentini erano alla ricerca delle due portaerei inglesi) e lanciarono l'Exocet. A quel punto i Super Etendard si allontanarono mentre i quattro A-4 rimasero sulla scia del missile, due di loro furono abbattuti dai missili antiaerei mentre i piloti degli altri due riferirono di aver messo a segno dei colpi sulla portaerei HMS Invincible, dalla quale si sarebbe levato del fumo. I piloti argentini degli Skyhawk, che si erano messi nella scia del missile per il proprio attacco, dichiararono di aver visto «una gran columna de humo negro en el horizonte». Uno degli Skyhawk fu abbattuto da un missile SeaDart e, sempre secondo gli argentini, il motore sarebbe caduto su uno degli ascensori della portaerei causando un piccolo incendio
Secondo gli inglesi, invece, la nave non era la Invincible ma la fregata Avenger che per allontanarsi dall'area aveva emesso una densa cortina fumogena, inoltre l'Exocet, ingannato dalle contro misure inglesi cadde in mare. A dimostrazione di ciò, gli inglesi pubblicarono delle foto della Invincible in perfette condizioni esterne.

## La battaglia per Falkland Orientale
Il 12 maggio, mentre gli inglesi proseguivano il bombardamento navale delle posizioni attorno a Stanley sei aerei d'assalto A-4 Skyhawk del Grupo 5 de Caza divisi in due ondate di tre attaccarono il cacciatorpediniere Glasgow e la fregata Brilliant. Una bomba da 227 kg, pur non essendo esplosa riuscì a mettere fuori combattimento il Glasgow trapassandone da parte a parte le fiancate in corrispondenza di una sala caldaie e provocando un allagamento; per l'intera durata del conflitto lo spolettamento degli ordigni costituì un grosso problema per l'aviazione argentina, poiché generalmente i detonatori delle bombe venivano regolati per innescarsi a una quota più alta di quella da cui solitamente erano di fatto sganciati gli ordigni, per evitare di far detonare l'ordigno troppo vicino all'aereo attaccante. D'altra parte i piloti argentini conoscevano le capacità operative dei missili Sea Dart e dei relativi radar di puntamento Type 909 GWS-30 di cui erano armati i cacciatorpediniere Type 42, dei quali la marina argentina possedeva due esemplari con i quali i piloti dell'Aviazione di Marina si addestravano all'attacco antinave; di conseguenza volavano usualmente a quote molto basse proprio per evitare di essere ingaggiati da questi sistemi d'arma oltre che per rendere più difficile il puntamento agli artiglieri britannici, e quindi nelle fasi iniziali della guerra molte bombe non esplosero; il fatto venne reso noto dalla BBC sulla base di informazioni inspiegabilmente rilasciate dal Ministry of Defence, dopo di che il problema venne ovviato eliminando il dispositivo di sicurezza

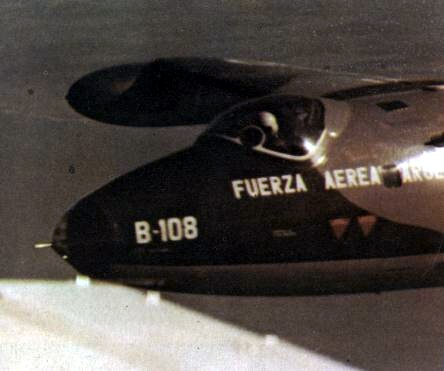
Una foto scattata al Canberra argentino con marca B-108

Il Glasgow rappezzato provvisoriamente venne ancora utilizzato per il rilevamento di attacchi grazie al suo radar a lunga portata, ma venne rimandato in Gran Bretagna non appena arrivarono altre unità simili come la più moderna Type 42 HMS Exeter e la HMS Bristol (della Classe Type 82), anche perché il suo apparato motore ebbe un cedimento e la nave era ridotta a una sola turbina da crociera. I radar a lunga portata Type 965R furono l'unica alternativa per la task force britannica alla presenza di velivoli di tipo AWACS, dei quali le portaerei non disponevano per limiti tecnici e perché questi mezzi, nello specifico i Fairey Gannet AEW, erano stati radiati con le ultime portaerei convenzionali; inoltre non esisteva ancora una versione di elicottero Sea King adattato a radar volante, che verrà creata subito dopo come HAS.2; la mancanza di un efficace mezzo AEW espose le navi che trasportavano questi radar come bersagli preferenziali degli attacchi aerei avversari, che si erano anche addestrati ad eludere questi sistemi durante delle simulazioni contro i due cacciatorpediniere Type 42 in possesso dell'Armada Argentina.
Gli argentini comunque pagarono ad alto prezzo la missione poiché, della prima ondata, due A-4 pilotati dal 1er teniente Oscar Bustos e dal 1er teniente Jorge Ibarlucea furono distrutti dai missili antiaerei Sea Wolf mentre un terzo apparecchio pilotato dal teniente Mario Nivoli si schiantò in mare tentando di evadere i missili, nonostante il sistema Sea Dart del Glasgow non avesse ingaggiato gli attaccanti a lunga distanza per problemi tecnici; tutti e tre i piloti morirono. Durante il secondo attacco fu il sistema Sea Wolf della fregata ad incepparsi e l'attacco venne contrastato solo dalle armi leggere del Glasgow, che colpirono e danneggiarono l'attaccante senza abbatterlo; successivamente, mentre l'aereo danneggiato si approssimava all'aeroporto di Stanley, si liberò dei carichi subalari, che vennero scambiati per bombe dalla difesa antiaerea, la quale aprì il fuoco con i cannoni; il pilota, teniente Gavazzi, morì.
Il 14 maggio, mentre il grosso delle truppe di terra inglesi si preparava per l'invasione, un gruppo di SAS trasportato dai Sea King sbarcò sull'isolotto di Pebble e lanciarono un attacco contro la base di Calderón distruggendo sei Pucará e quattro T-43 della 4ª Escuadrilla de Ataque. Due giorni dopo, inoltre gli Harrier riuscirono ad allontanare dalle acque delle Falkland le navi argentine riuscendo a colpire le navi trasporto truppe  Río Carcarañá e Bahia Buen Suceso.

### L'operazione "Sutton"
Lo sbarco delle truppe inglesi fu deciso per il 21 maggio quando il 2º Parà prese terra a San Carlos. Era altamente probabile che in vista degli sbarchi gli argentini avrebbero effettuato un grande sforzo offensivo dall'aria, dal mare e forse anche da terra, e di conseguenza le navi della task force si erano spostate nelle acque di San Carlos per dare appoggio agli sbarchi e creare un ombrello difensivo antiaereo.
Fino alle 10:00 del 21 nell'area di San Carlos ci furono svariati combattimenti aerei in cui entrambe le parti subirono delle perdite (due Gazelle e un Harrier per gli inglesi e un CH-47 e un Puma per gli argentini). Lo Harrier GR3 abbattuto faceva parte di una coppia lanciata dalla Hermes, ma il leader, Peter Squires, era rientrato per problemi al carrello lasciando il suo compagno Jeff Glover a proseguire la missione; Glover era stato quindi inviato dalla HMS Fearless in ricognizione armata su Port Howard e lì abbattuto dalla contraerea e preso prigioniero, ma i suoi colleghi lo apprenderanno dalle intercettazioni radio solo il 23 in occasione del suo trasferimento a Stanley in elicottero, e per non fargli correre rischi in quel giorno gli elicotteri vennero esclusi dalle regole di ingaggio dei caccia britannici. I due Gazelle armati vennero abbattuti da armi automatiche mentre scortavano un Sea King in missione di trasporto, e tre dei quattro membri dell'equipaggio uccisi in acqua dal fuoco degli argentini dopo che gli elicotteri erano precipitati.
I primi attacchi argentini provenienti dalla terraferma investirono San Carlos alle 10:25 quando gli A-4 Skyhawk del Grupo 5 de Caza e i Dagger del Grupo 6 de Caza attaccarono indisturbati il cacciatorpediniere Antrim e la fregata Argonaut, che furono neutralizzate. La sola perdita argentina fu un Dagger che ammarò dopo essere stato colpito da un missile sparato dalla Brilliant.
Successivamente alle ore 12:00 i Pucará del Grupo 5 de Ataque tentarono di attaccare la fregata Ardent, ma uno di questi fu distrutto dai cannoni di un Sea Harrier; il suo pilota, maggiore Tomba, tenne in aria l'aereo con un motore in fiamme fin quando possibile cercando di sfuggire all'attacco, e tornò a piedi a Goose Green. L'attacco successivo contro le navi della Royal Navy si verificò un'ora dopo quando gli A-4 argentini colpirono la Ardent ma due di loro furono abbattuti dagli Harrier, che erano stati rinforzati con aerei ed equipaggi dello Squadron 809, usciti in pattugliamento aereo.

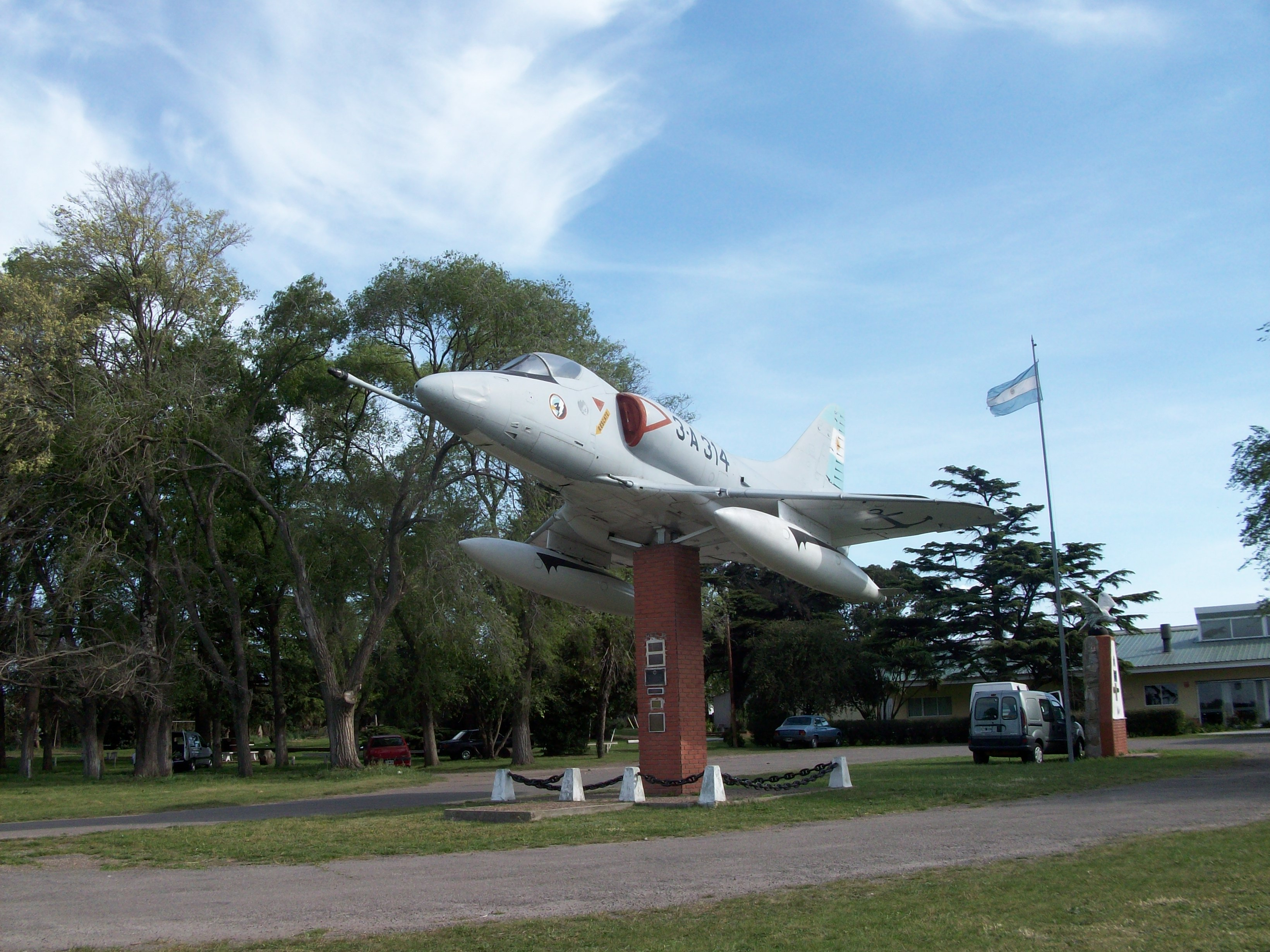
Replica dell'A4 del tenente pilota Marcelo Gustavo Márquez, abbattuto durante il riuscito attacco alla HMS Ardent che affondò poco dopo

Un volo di tre Dagger venne abbattuto interamente da una pattuglia di due Harrier con missili Sidewinder in un combattimento aereo manovrato.
Alle 15:00 entrò in azione il CANA che con la 3ª Escuadrilla de Caza attaccò con bombe frenate di nuovo la fregata Ardent che questa volta però subì seri danni affondando il giorno dopo. Complessivamente gli argentini avevano perso 12 aerei più due elicotteri, con 4 piloti uccisi, mentre gli inglesi un Harrier e tre elicotteri, con due piloti uccisi.
Il 22 maggio ci fu una pausa dei combattimenti aerei a causa del maltempo, di questo ne approfittarono gli inglesi per far sbarcare altre truppe e materiali, mentre gli Harrier bombardavano la base di Condor.
Il 23 maggio alle 10:30 degli Harrier intercettarono un gruppo di elicotteri e distrussero due
Puma e un A-109; nel pomeriggio invece gli A-4 Skyhawk, guidati dal capitano Pablo Carballo, colpirono la fregata Antelope che affondò dopo il tentativo di disinnesco di un ordigno inesploso.
Il 25 maggio gli inglesi subirono, forse il più grosso colpo dell'intero conflitto. Il cacciatorpediniere Coventry venne attaccato dagli A-4 del Grupo 4 e 5 de Caza, mentre fungeva da picchetto radar ad ovest dell'arcipelago conteso. La nave riuscì a distruggere due dei suoi assalitori con del missili antiaerei Sea Dart, ma fu colpita a sua volta dal tenente Mariano Velasco e affondò dopo poco tempo.
Il 27 maggio gli attacchi aerei argentini continuarono, ma non ebbero la fortuna di quelli precedenti: Un A-4 fu abbattuto dal tiro antiaereo, due Pucará colpiti dal fuoco di armi leggere mentre un MB-339 fu distrutto da un missile Blowpipe lanciato dalla fanteria a terra. Anche tecniche inconsuete vennero utilizzate: il 27 maggio un Lockheed C-130 Hercules del FAA Grupo 1 lanciò otto bombe a caduta libera direttamente dalla sua stiva merci attraverso la rampa di carico; una di esse colpì il mercantile inglese British Wye a nord della Georgia del Sud, ma rimbalzò in mare senza esplodere, ed il mercantile continuò indisturbato la sua rotta.

### Il consolidamento

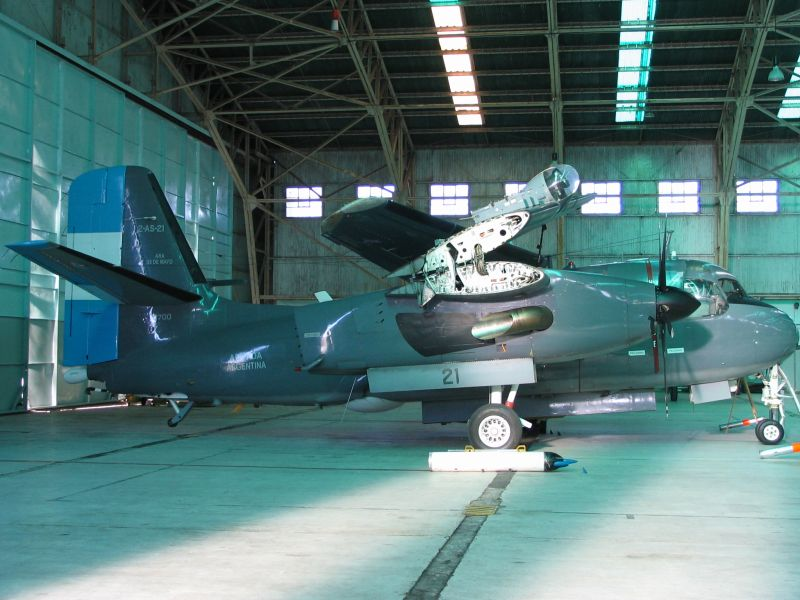
Un Grumman S2T Tracker dell'Armada Argentina, ricostruito dalle cellule impiegate durante il conflitto

Nel periodo che precedette l'8 giugno gli argentini non sferrarono più attacchi aerei, essenzialmente a causa del maltempo che ostacolava anche le operazioni degli Harrier, impegnati nel difficile compito di appoggiare l'avanzata delle truppe inglesi. Il 2 giugno la situazione cominciò a migliorare, ma soltanto per gli inglesi: fu aperta una base avanzata a San Carlos, la quale consentì il dispiegamento a terra di alcuni aerei imbarcati ed eliminò così la necessità dei voli sul mare, aumentando al contempo le ore che gli Harrier potevano trascorrere sui loro bersagli.
D'altro canto gli argentini avevano difficoltà ad individuare i bersagli, la cui posizione doveva essere abbastanza precisa da consentire un attacco considerando l'autonomia degli aerei e la considerevole distanza dalle basi. I due S-2E Tracker dell'Armada, pesantemente usurati e con rotture da fatica sulle cellule. vennero rimpiazzati da due EMB111 Bandeirante (2-P-201 & 2-P-202) noleggiati dalla Força Aérea Brasileira.
Il 1º giugno un Lockheed C-130H della Fuerza Aerea Argentina, con identificativo TC-63, venne abbattuto vicino a Pebble Island da due Harrier dopo che il radar della HMS Minerva lo aveva rilevato. L'aereo venne raggiunto dopo un inseguimento e colpito a un'ala da un missile AIM-9L Sidewinder, e poi abbattuto con il cannone dal comandante Nigel Ward, comandante del Naval Air Squadron 801 basato sulla HMS Invincible.
Il 3 giugno fu compiuta la seconda missione antiradar, che aveva lo scopo di rendere inefficace l'aeroporto di Stanley. L'operazione, chiamata Black Buck 5 fu effettuata da un Vulcan armato con un AGM-45 Shrike ed ebbe maggior successo delle precedenti in quanto riuscì a colpire un radar Skyguard.
L'8 giugno gli inglesi decisero di far sbarcare le Guardie Scozzesi e quelle Gallesi a Port Pleasant, per fargli prendere parte alla tenaglia meridionale dell'avanzata inglese. L'operazione doveva avvenire dal mare a causa della distruzione di tutti i CH-47 (tranne uno) in seguito all'affondamento dell'Atlantic Conveyor.
Le navi d'assalto anfibio Fearless e Intrepid, insieme alle navi da sbarco Sir Galahad e Sir Tristam vennero inviate verso il passaggio di Fitzory per fornire appoggio alle truppe visto che nessun appoggio aereo poteva essere dato a causa della povertà di protezioni naturali.
Gli argentini si accorsero inevitabilmente della piega presa dagli eventi e pertanto organizzarono un grosso sforzo operativo contro le navi e le truppe che si trovavano a bordo di queste. Vennero così organizzate varie ondate di attacchi: nella prima di queste il Grupo 5 de Caza avrebbe fatto decollare otto dei suoi A-4, appoggiati da quattro Mirage III del Grupo 6 de Caza mentre quattro Mirage III del Grupo 8 de Caza avrebbero dovuto neutralizzare gli Harrier presenti a San Carlos. Nel corso dell'attacco la Sir Galahad fu colpita varie volte dalle bombe degli A-4 e le esplosioni dovute a un violento fuoco di mitragliamento causarono la morte di 43 soldati e di 7 marinai; anche la Sir Tristam venne danneggiata durante lo stesso attacco.
In più mentre attraversavano lo stretto di Falkland, gli A-4 scovarono la fregata Plymouth allo scoperto e l'attaccarono, infliggendole danni sufficienti a metterla fuori combattimento.
Il secondo attacco, previsto per le 16:45, coinvolse quattro A-4 del Grupo 5 de Caza destinati a colpire le navi, mentre quattro A-4 del Grupo 4 de Caza avrebbero trasportato bombe anti-uomo, il tutto sotto la scorta dei Mirage III. Ma ormai le difese britanniche erano in uno stato di massima allerta e così mentre un A-4 riuscì a distruggere un mezzo da sbarco della Fearless gli Harrier abbatterono in rapida successione tre aerei argentini.
In sintesi, gli aerei della Fuerza Aérea Argentina totalizzarono durante le operazioni sulle isole più di 400 missioni di attacco, 486 di ricognizione e un numero altissimo di trasporti (principalmente tramite i loro Lockheed C-130 Hercules, uno dei quali venne abbattuto da un Sea Harrier. L'Aviación Naval da parte sua con soli 19 aerei da combattimento tra Super Etendart e A-4 Skyhawk, realizzò oltre 600 sortite di combattimento. Il valore dei piloti argentini non fu mai messo in discussione dagli inglesi, che anzi in varie circostanze ne elogiarono la cavalleria ed il coraggio, ma essi dopo i primi giorni di guerra non impegnarono più i Sea Harrier in combattimento per ordini superiori; se intercettati, più di una volta gli argentini gettarono in mare le bombe e abortirono la missione.

## Guerra elettronica

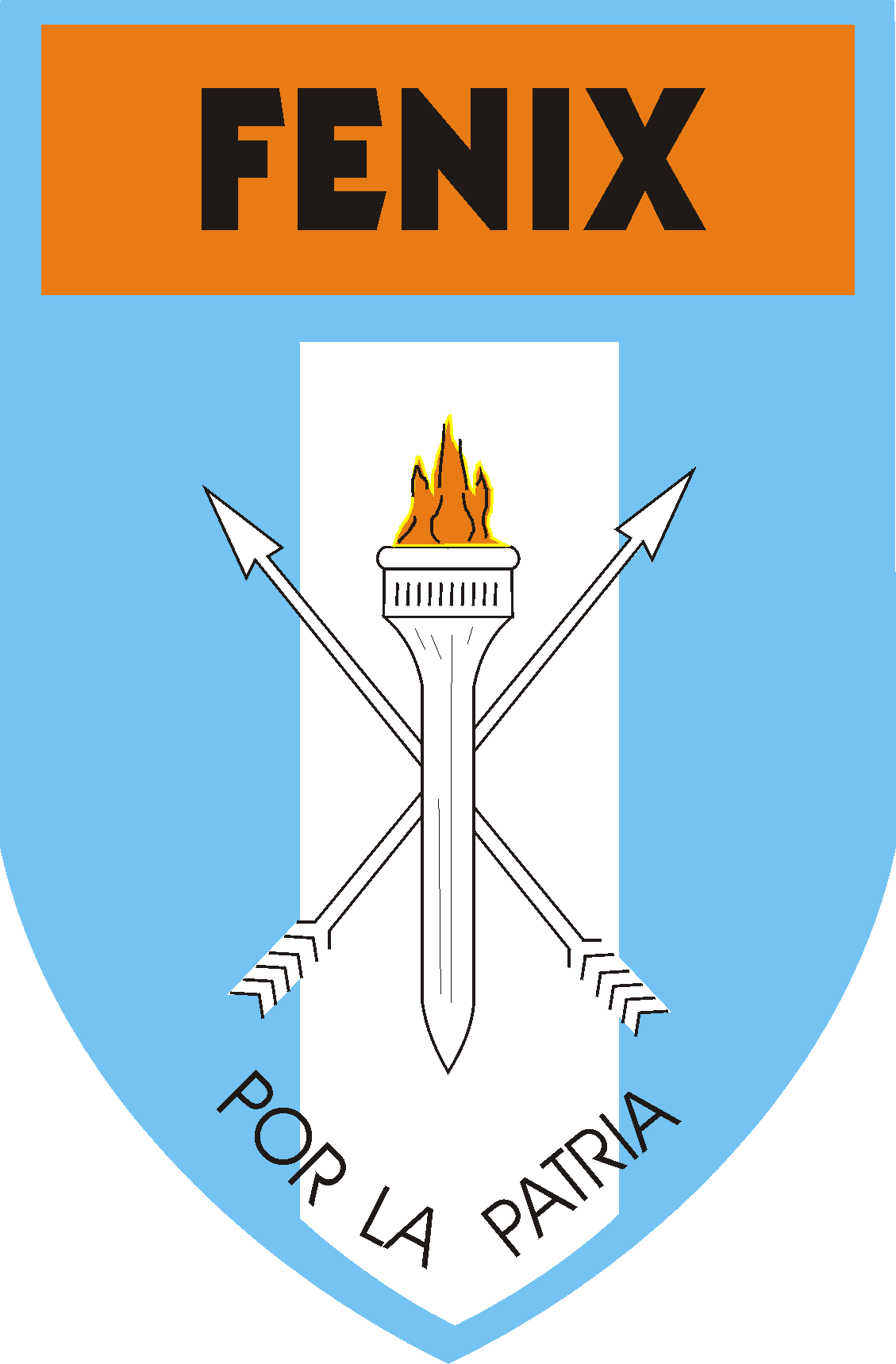
Lo scudetto dello Escuadrón Fenix cui apparteneva il Learjet abbattuto dall'Exeter

Anche i BAe Nimrod vennero impegnati per missioni di sorveglianza elettronica, disturbo ed inganno radar. Come i Vulcan, essi vennero dotati di punti di attacco per missili aria-aria AIM-9 Sidewinder per autodifesa, e missili antiradar Shrike, poi sostituiti dagli statunitensi AGM-88 HARM, ma a differenza di questi non si avvicinarono mai alle isole e secondo l'ammiraglio Woodward, comandante della task force, non fornirono comunque informazioni utili ai fini pratici.
Per contro gli argentini, non essendo dotati di aerei da guerra elettronica, eseguirono con aerei di tipo Learjet dello Escuadron (squadriglia) Fénix missioni di disturbo e saturazione dei radar inglesi; gli aerei, inquadrati nel Grupo 1 Aerofotográfico della 2ª brigata aerea, simularono incursioni dalla terraferma sfidando le intercettazioni degli Harrier nonostante fossero privi di qualunque apparecchiatura di protezione passiva, disturbo o inganno. L'operazione, del tutto improvvisata, fu nondimeno utile a distrarre velivoli di pattuglia dalle vere incursioni in arrivo, ma non era priva di rischi. Uno dei velivoli fu abbattuto infatti su Pebble Island da un missile Sea Dart lanciato dalla fregata Exeter, e il capo equipaggio, vice commodoro Rodolfo De La Colina, fu l'argentino più alto in grado ucciso durante il conflitto.
Equipaggio del Learjet 35 con matricola T-24 della Fuerza Aérea Argentina abbattuto il 7 giugno 1982:
- vice commodoro Rodolfo De La Colina (pilota)
- maggiore Juan Falconier (co-pilota)
- capitano Marcelo Lotufo (fotografo)
- suboficial ayudante (maresciallo aiutante) Francisco Luna (meccanico)
- suboficial auxiliar (maresciallo) Guido Marizza (meccanico).

## La fine delle operazioni
Al termine delle operazioni, la task force rientrò nel Regno Unito ma lasciò sul posto una forza navale e dei velivoli destinati a costituire una forza di reazione rapida in attesa di essere rimpiazzati dai Phantom della RAF. L'Invincible col suo gruppo aereo stazionò fuori Stanley e tre suoi aerei insieme con sei Harrier GR.3 della RAF che erano basati sulla Hermes costituirono l'Alert Inshore Force a terra fino alla sua sostituzione dell'Invincible con la sua gemella HMS Illustrious

## La guerra psicologica

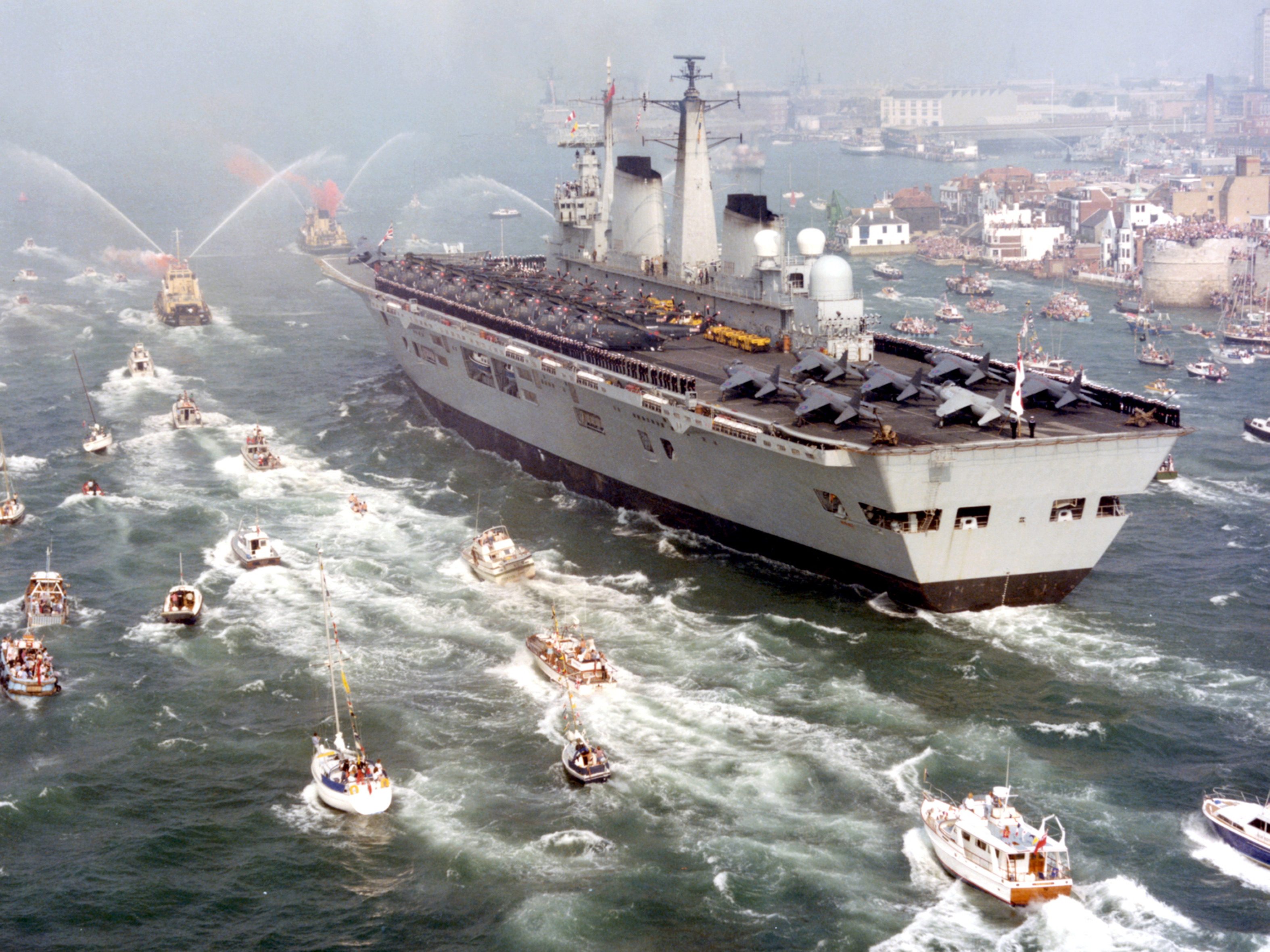
L'Invincible al rientro in patria il 17 settembre 1982

L'Invincible venne data due volte per affondata o quantomeno duramente colpita dagli argentini attraverso gli Exocet, arrivando anche a dipingere la sagoma della nave (a riprova del bersaglio colpito, con data 30.5.82) sotto a quella del cacciatorpediniere Sheffield sulla carlinga dell'aereo che effettuò gli attacchi; per contro gli inglesi negarono decisamente entrambe le volte, sostenendo la prima volta che entrambi i missili centrarono la Atlantic Conveyor, e la seconda che il missile venne intercettato dalla fregata Arrow col sistema antiaereo di bordo. Chiunque dei due dicesse il vero, l'altro effettuò comunque delle azioni di guerra psicologica per rafforzare il morale dei propri militari o per abbattere quello della parte avversa. Gli argentini puntarono il dito contro il fatto che l'Invincible rientrò in patria molto dopo le altre navi, e sostennero che non esistono foto ufficiali dell'evento, dato smentito quanto meno dalla foto ufficiale resa pubblica e visibile a lato.